# Enséñame a cantar
Enséñame a cantar  (Ensina-me a cantar , em  português) foi a canção que representou a Espanha no Festival Eurovisão da Canção 1977 e que foi interpretada em espanhol por  Micky.
A canção tinha letra e música de Fernando Arbex e orquestração de Rafael de Ibarbia Serra.
A canção fala de um homem apaixonado que pede que lhe ensinem a cantar para exprimir os seus sentimentos pela música à sua amada.  
A canção espanhola foi a  14.ª  a ser interpretada na noite do evento a seguir à sueca e antes da canção italiana "Libera", interpretada por Mia Martini. No final da votação, recebeu 52 pontos e classificou-se em 9.º lugar (entre 18 países participantes).